# Kyrgyzstán na letních olympijských hrách
Kyrgyzstán na letních olympijských hrách startuje od roku 1996. Toto je přehled účastí, medailového zisku a vlajkonošů na dané sportovní události.

## Účast na Letních olympijských hrách
| Dějiště LOH            | LOH      | Vlajkonoš                              | Zlatá medaile | Stříbrná medaile | Bronzová medaile | Celkem |
| ---------------------- | -------- | -------------------------------------- | ------------- | ---------------- | ---------------- | ------ |
| 1996 Atlanta           | LOH 1996 | Sergey Ashikhmin                       |               |                  |                  | 0      |
| 2000 Sydney            | LOH 2000 | Raatbek Sanatbayev                     |               |                  | 1                | 1      |
| 2004 Athény            | LOH 2004 | Mital Sharipov                         |               |                  |                  | 0      |
| 2008 Peking            | LOH 2008 | Talant Dzhanagulov                     |               | 1                | 1                | 2      |
| 2012 Londýn            | LOH 2012 | Chingiz Mamedov                        |               |                  |                  | 0      |
| 2016 Rio de Janeiro    | LOH 2016 | Erkin Adylbek Uulu                     |               |                  |                  | 0      |
| 2020 Tokio             | LOH 2020 | Kanykei Kubanychbekova Denis Petrashov |               | 2                | 1                | 3      |
| 2024 Paříž             | LOH 2024 |                                        |               |                  |                  | x      |
| Celkem                 | 7        |                                        | 0             | 3                | 4                | 7      |
| Zdroj na Olympedia.org |          |                                        |               |                  |                  |        |